# Mezilaurus caatingae
Mezilaurus caatingae är en lagerväxtart som beskrevs av H. van der Werff. Mezilaurus caatingae ingår i släktet Mezilaurus och familjen lagerväxter. Inga underarter finns listade i Catalogue of Life.